# Понорац, Драгица
Драгица Понорац (Dragica Ponorac) — черногорская дипломатка. Чрезвычайный и Полномочный Посол Черногории в Украине (с 2020).

## Биография
Окончила факультет политических наук в Загребском университете и филологический факультет в Задаре.
Работала журналистом, где выступала защитником свободы слова, прежде чем была назначена советником министра в Посольстве Сербии и Черногории во Франции.
В 2010 году присоединилась к департаменту двусторонних отношений Министерства иностранных дел и европейской интеграции в должности директора отдела Северной, Центральной и Южной Америки, Азии, Африки, Австралии, Тихого океана и Ближнего Востока.
В 2014 году назначена Чрезвычайным и Полномочным Послом Черногории во Франции, Париж. 8 июля 2015 вручила верительные грамоты Президенту Франции Франсуа Олланду. С сентября 2015 года — Постоянный представитель Черногории при ЮНЕСКО. С 12 февраля 2016 года — Чрезвычайный и Полномочный Посол Черногории в Монако по совместительству. Вручила верительные грамоты князю Монако Альберу II.
С 18 июня 2020 — Чрезвычайный и Полномочный Посол Черногории в Украине, Киев.
30 июля 2020 — вручила верительные грамоты Президенту Украины Владимиру Зеленскому.